# 石埡鄉 (鄰水縣)
石埡鄉，是四川省鄰水縣下轄的一個鄉級行政單位。

## 沿革
- 1953年4月24日。縣政府決定御臨鄉分劃為石埡鄉、草堰鄉、白池鄉3個鄉。1953年4月24日，石埡鄉人民政府成立．隸屬第五區()公所管轄。1955年3月，石埡鄉人民政府劃歸第六區(九龍區)公所管轄。1956年1月，石埡鄉併入，石埡鄉人民政府撤銷。[1]